# Red Rock West
Red Rock West es una película  estadounidense de 1993, dirigida por John Dahl y protagonizada por Nicolas Cage, Lara Flynn Boyle, Dennis Hopper y J.T. Walsh en los papeles principales. 

## Argumento
Michael Williams (Nicolas Cage) busca un futuro más prometedor a más de 1 900 km de su hogar, pero sus sueños se vienen abajo al llegar a Red Rock West. A la caza de un trabajo, se convierte en presa de criminales y asesinos a sueldo en la tierra sin ley de este pequeño pueblo petrolífero del estado de Wyoming. A ello le sigue una vertiginosa cadena de acontecimientos que incluyen dobles identidades, codicia y asesinatos a lo largo de su lucha para sobrevivir.

## Reparto
| Actor            | Personaje                |
| ---------------- | ------------------------ |
| Nicolas Cage     | Michael Williams         |
| J.T. Walsh       | Wayne Brown/Kevin McCord |
| Lara Flynn Boyle | Suzanne Brown/Ann McCord |
| Dennis Hopper    | Lyle from Dallas         |
| Dwight Yoakam    | Camionero                |
| Timothy Carhart  | Alguacil Matt Greytack   |
| Robert Apel      | Howard                   |

- Datos: Q1518218